# Ladismith
Ladismith es una localidad y centro agrícola en la región occidental de Klein Karoo, en la provincia Occidental del Cabo. En 1852 la hacienda Elandsvlei fue anexada a la localidad, y se convirtió en municipio en 1862. Primero fue llamada Lady Juana María Smith.
Está ubicada en cercanías a una serie de valles fértiles e irrigados, a una altitud de 550 m sobre el nivel del mar, en la parte sur de la  base del Swartberg. Se encuentra al sur del municipio local de Kannaland. Las poblaciones más cercanas son Calitzdorp al este, Vanwyksdorp y Riversdale en el sur y Laingsburg en el norte.